# Cantón de Saugues
El cantón de Saugues era una división administrativa francesa, que estaba situada en el departamento de Alto Loira y la región de Auvernia.

## Composición
El cantón estaba formado por trece comunas más una fracción de otra:
- Saugues
- Alleyras (fracción)
- Chanaleilles
- Croisances
- Cubelles
- Esplantas
- Grèzes
- Monistrol-d'Allier
- Saint-Christophe-d'Allier
- Saint-Préjet-d'Allier
- Saint-Vénérand
- Thoras
- Vazeilles-près-Saugues
- Venteuges

## Supresión del cantón de Saugues
En aplicación del Decreto nº 2014-162 de 17 de febrero de 2014, el cantón de Saugues fue suprimido el 22 de marzo de 2015 y sus 14 comunas pasaron a formar parte; trece del nuevo cantón de las Gargantas del Allier-Gévaudan y una del nuevo cantón del Velay Volcánico.